# Serieåret 1975

## Händelser

### Okänt datum
- Börje Dorch startar serietidningen Nacka av Börje Dorch, som utkommer i tre nummer och är en hyllning till den svenske fotbollsspelaren Lennart "Nacka" Skoglund [1].

## Pristagare
- 91:an-stipendiet: Torsten Bjarre
- Adamsonstatyetten: Mort Walker, Nils Egerbrandt

## Utgivning

### Album
- De obotliga bröderna Dalton (Lucky Luke)[2]
- Resan över Atlanten (Asterix)[3]
- Skumt spel i Texas (Lucky Luke)[2]

### Serieantologi
- Comics 8 - den stora serieboken[4].

## Födda
- 16 mars - Tachibana Higuchi, japansk mangaka.
- Patrik Hultén, svensk illustratör.

## Avlidna
- 3 april - Otto Soglow (född 1900), amerikansk serietecknare mest känd för pantomimserien The Little King.

### Fotnoter
1. ↑  Swecomics
2. 1 2  ”Lucky Luke på svenska”. Arkiverad från originalet den 11 november 2014. https://web.archive.org/web/20141111004811/http://www.visit.se/~dampgrodan/album_kronolog.html. Läst 12 mars 2011.
3. ↑  ”Tintin”. Arkiverad från originalet den 13 februari 2011. https://web.archive.org/web/20110213010603/http://www.asterix.com/books/albums/. Läst 12 mars 2011.
4. ↑  ”Rogers Seriemagasin”. https://rogersmagasin.com/serietidningar-och-seriepublikationer/comics-den-stora-serieboken/comics-den-stora-serieboken-nr-8/. Läst 15 mars 2021.